# Akira Koga
Akira Koga (jap. 古賀 輝, Koga Akira; * 8. März 1994) ist ein japanischer Badmintonspieler. 

## Karriere
Akira Koga wurde bei der Badminton-Juniorenweltmeisterschaft 2011 Neunter im Einzel und 17. im Doppel. 2012 gewann er Gold bei der Junioren-Asienmeisterschaft mit dem japanischen Team. Bei den Singapur International 2012 belegte er Rang fünf im Einzel, bei den Osaka International 2012 Rang 17. Bei der Japan Super Series 2012 wurde er Neunter im Herreneinzel. 